# Mustafabad
Mustafabad là một thị trấn thống kê (census town) của quận Yamunanagar thuộc bang Haryana, Ấn Độ.

## Địa lý
Mustafabad có vị trí 30°12′B 77°09′Đ / 30,2°B 77,15°Đ Nó có độ cao trung bình là 256 mét (839 feet).

## Nhân khẩu
Theo điều tra dân số năm 2001 của Ấn Độ, Mustafabad có dân số 8513 người. Phái nam chiếm 53% tổng số dân và phái nữ chiếm 47%. Mustafabad có tỷ lệ 72% biết đọc biết viết, cao hơn tỷ lệ trung bình toàn quốc là 59,5%: tỷ lệ cho phái nam là 77%, và tỷ lệ cho phái nữ là 68%. Tại Mustafabad, 12% dân số nhỏ hơn 6 tuổi.